# Haka (dystrykt)
Haka (birm.: ဟားခါးခရိုင်) – dystrykt w Mjanmie, w stanie Czin.
Według spisu z 2014 roku zamieszkuje tu 98 726 osób, w tym 47 401 mężczyzn i 51 325 kobiety, a ludność miejska stanowi 32,9% populacji.
Dystrykt dzieli się na 2 townships: Haka i Thantlang.